# Vladimir Voskoboinikov
Vladimir Voskoboinikov (russisch Владимир Павлович Воскобойников; * 2. Februar 1983 in Tallinn, Estnische SSR, Sowjetunion) ist ein ehemaliger estnischer Fußballspieler.

## Verein
Voskoboinikov gab im Alter von 18 Jahren sein Debüt beim FC Levadia Tallinn. Er wurde auf Anhieb Stammspieler. Nach 4 Saison wechselte er nach Belgien zum FC Brüssel, wo er kaum zum Einsatz kam und zwischendurch zur KAS Eupen verliehen wurden. Nach dieser Auslandserfahrung ging er für kurze Zeit zurück zum FC Levadia Tallinn, um dann zur Saison 2007 beim Torpedo Moskau anzuheuern. Dort spielte er zwei erfolgreiche Saison, doch nach dem Abstieg von Torpedo Moskau ging er nach Schweden zum Syrianska FC. Dort blieb er eine Saison um dann zum russischen Klub Lutsch-Energija Wladiwostok zu wechseln. Es folgten sechs weitere Vereine, u. a. bei Qingdao Hainiu in der zweiten Liga Chinas, ehe er Ende 2017 seine Karriere beim FC Infonet Tallinn beendete. Sein erfolgreichstes Jahr hatte er 2013, als er im Trikot von Nõmme Kalju Zweiter in der Torschützenrangliste wurde.

## Nationalmannschaft
Für die Nationalmannschaft Estlands bestritt er zwischen 2007 und 2013 insgesamt 36 Länderspiele, in denen er vier Tore erzielen konnte.

## Erfolge
- Estnischer Meister: 2004, 2006, 2016
- Estnischer Pokalsieger: 2004, 2010, 2015, 2017
- Georgischer Meister: 2013
- Georgischer Pokalsieger: 2013